# Верюжский, Василий Максимович
Васи́лий Макси́мович Верю́жский (18 (30) июля 1874, село Чекуево, Мардинская волость, Онежский уезд, Архангельская губерния — 28 февраля 1955, Ленинград) — священнослужитель Русской православной церкви, протоиерей, профессор. В конце 1920-х — ключарь собора Воскресения на Крови в Ленинграде; один из лидеров иосифлянского движения.

## Семья, образование, учёные степени
Родился в семье священника. Окончил Архангельское духовное училище, Архангельскую духовную семинарию (1894), Санкт-Петербургскую духовную академию со степенью кандидата богословия (1898). Магистр богословия (1908; тема диссертации — «Афанасий, архиепископ Холмогорский. Его жизнь и труды в связи с историей Холмогорской епархии за первые двадцать лет её существования и вообще Русской Церкви в конце XVII века»). Доктор церковной истории (1951; тема диссертации: «Болгарский народ под греческой церковной властью преимущественно в XIX веке. Происхождение греко-болгарского вопроса и болгарской схизмы»).

## Профессор и священник
В 1898—1901 — преподаватель философии и обличительного богословия в Самоковском училище в Болгарии.
В 1901—1903 — помощник инспектора Санкт-Петербургской духовной семинарии.
С 1903 — преподаватель обличительного богословия, истории и обличения раскола.
С 1 ноября 1909 — иерей; клирик храма Воскресения Христова («Спаса на Крови») на Екатерининском канале в С.-Петербурге.
С 1913 — доцент Санкт-Петербургской духовной академии по кафедре истории славянских церквей.
С 1914 — сверхштатный экстраординарный профессор академии.
С 1915 — штатный экстраординарный профессор академии.
В 1916 году был возведён в сан протоиерея.
В 1919—1922 — сотрудник 2-го отделения IV секции Единого государственного архивного фонда (оставаясь в клире храма Воскресения Христова).
С 7 февраля 1922 был профессором кафедры истории славянских и румынской православных церквей Петроградского Богословского института.
Отказался присоединиться к обновленческому движению. Летом 1923 был арестован по обвинению в «распространении контрреволюционных листовок», приговорён к одному году лишения свободы, но вскоре освобождён.
9 августа 1923 года — 3 декабря 1929 — ключарь (фактический настоятель) храма Воскресения Христова, ставшего кафедральным собором «староцерковной» Ленинградской епархии после перехода Казанского и Исаакиевского соборов в ведение обновленцев.

## Деятель «иосифлянского» движения
В 1927, после издания «Декларации» Заместителя Патриаршего местоблюстителя митрополита Сергия (Страгородского), протоиерей Василий Верюжский стал одним из основных её противников в среде ленинградского духовенства, письменно обратился к митрополиту Сергию с просьбой «отказаться от намечающегося курса порабощения Церкви государством» и пересмотреть основные направления своей церковной политики. После резкого отказа митрополита Сергия от каких-либо уступок своим оппонентам, стал одним из лидеров «иосифлянского» движения, отказавшегося подчиняться Заместителю Патриаршего местоблюстителя. За это 30 декабря 1927 был запрещён в служении епископом Петергофским Николаем (Ярушевичем), но запрещения не признал. Ранее в том же году, когда конфликт ещё не достиг такой остроты, епископ Николай хотел назначить протоиерея Верюжского в епархиальный совет, но его кандидатура была отведена ОГПУ как «ярого противника Сергия, сторонника митрополита Иосифа».

В январе 1928 ленинградское управление ОГПУ сообщало, что 

церковная оппозиция в Ленинграде растёт, причем с её стороны был допущен захват Тихоновского кафедрального собора в свои руки, — церковь Воскресения на крови. В этой церкви, до создания оппозиции, состоял настоятелем священник Верюжский; после того как Верюжский выявил себя ярым оппозиционером, двадцатка потребовала от него признать Сергия или оставить настоятельство церкви. Верюжский признать Сергия отказался, а для того, чтобы остаться в церкви, в один день ввёл 60 новых членов в двадцатку, преимущественно женщин, и в результате — старая двадцатка, стоявшая за Сергия, осталась в меньшинстве, а Верюжский — настоятелем. Это торжество оппозиция отпраздновала торжественным богослужением при двух оппозиционных епископах и 9-ти священниках.

3 декабря 1929 года был арестован, содержался в одиночной камере, 8 августа 1930 приговорён к 10 годам лишения свободы. Срок отбывал в Свирьском исправительно трудовом лагере. В 1932 оставшийся срок заключения был заменён ссылкой, которую он отбывал в Архангельске, а с 1936 — в Каргополе. По истечении срока ссылки, 3 декабря 1939 года, ему было разрешено вернуться в Ленинград. Один из немногих видных деятелей «иосифлянства», переживших расстрелы конца 1930-х годов.

## Последние годы жизни
В 1946 года принёс покаяние и воссоединился с Патриаршей церковью.
Был реабилитирован постановлением ОСО при МГБ СССР от 15 марта 1947 года.
С 1951 года — профессор и заведующий вновь открытой кафедрой византологии и истории славянских церквей Ленинградской духовной академии.

## Данные о сыне
Сын — Василий Васильевич (1905 — 1988), архитектор. Находился в заключении в Красноярске, работал в так называемых «шарашках», после освобождения был начальником архитектурно-строительного отдела «СибцветметНИИпроекта», в 1960—1970 — председатель Красноярского отделения Союза архитекторов, в 1976—1986 работал во Владимире. В 1946 году по его проекту в городе Фрунзе (ныне Бишкек) был построен Воскресенский собор.

## Труды
- К вопросу о состоянии церковной жизни на севере в конце XVII века и деятельности Холмогорского архиепископа Афанасия // Архангельские епархиальные ведомости. 1899. — № 23;
- Архиерейский дом при первом Холмогорском архиепископе Афанасии. — Архангельск, 1900.
- К истории раскола на Севере. Противораскольническая деятельность первого холмогорского архиеп. Афанасия (1692—1702) // Христианское чтение. 1900. — № 9. — С. 412—424; № 10. — С. 564—579.
- Пастырская деятельность преосвященного Афанасия, архиепископа Холмогорского // Христианское чтение. 1902. — № 10. — С. 467—489.
- Выговская пустынь в первые годы существования : грамота Холмогорского архиепископа Афанасия на имя царя от 1702 г. // Христианское чтение. 1904. — № 5. — С. 748—750;
- Северно-русский приход в конце XVII века // Христианское чтение. 1905. — № 1. — С. 67-86; № 2. — С. 363—385; № 5. — С. 70-713; № 6. — С. 778—798;
- Северно-русское приходское духовенство в конце XVII века // Христианское чтение. 1906. — № 7. — С. 79-98; № 8. — С. 285—302; № 8. — С. 285—302; № 9. — С. 425—441;
- Афанасий, архиепископ Холмогорский. Его жизнь и труды в связи с историей Холмогорской епархии за первые двадцать лет её существования и вообще Русской Церкви в конце XVII века. — СПб, 1908.
- Православное славянские и румынские Церкви в минувшем 1914 г. // Церковные Ведомости. 1915. — № 2. — С. 56-614; № 4. — С. 115—123;
- Памяти блаженнейшего Иосифа I, болгарского экзарха // Церковные Ведомости. 1915. — № 27. — С. 823—828;
- Об академических заветах: слово в день академического акта // Христианское чтение. 1915. — Апр. — С. 439—444.
- Историческая роль болгарского духовенства в народной и политической жизни Болгарии // Христианское чтение. 1916. — Янв. — С. 5-44;
- Происхождение греко-болгарского церковного вопроса и болгарской схизмы // Журнал Московской Патриархии. 1948. — № 7. — С. 23-32; № 11. — С. 47-59; № 12. — С. 31-44;
- О Церкви Христовой (Божеская и человеческая сторона в земной Церкви) // Журнал Московской Патриархии. 1949. — № 11. — С. 31-36.